# الرجل من الحشد
الرجل من الحشد (بالإنجليزية: The Man of the Crowd)‏ قصة قصيرة من تأليف إدغار ألان بو حول راوي مجهول يتبع رجلاً عبر مدينة لندن المزدحمة، نشرت لأول مرة في عام 1840.